# 陳慕華
陳慕華（ちん ぼか、チェン ムー ホア、Chen Muhua、1921年6月 - 2011年5月12日）は、中華人民共和国の政治家。国家人口計画生育委員会主任、中国人民銀行行長、中華全国婦女聯合会会長などを務めた。

## 略歴
中学校を卒業すると西安にあった八路軍の弁事処で働くようになる。1938年に延安に着くと革命に参加。建国後は東北鉄路政治部宣伝組長、鉄道部政治部宣伝部宣伝組副組長。国家計画委員会処長、対外経済聯絡総局、対外経済聯絡委員会などで業務を行う。
文化大革命で走資派として打倒される。1971年に周恩来の助力で復活し、対外経済聯絡部副部長に抜擢。華国鋒が総理となった1976年11月に部長に昇格。1977年8月の第11回党大会から政治局候補委員。
1980年9月、趙紫陽内閣で国務院副総理に任命される。対外経済聯絡部長、国家計画生育委員会主任などを兼任。1982年第12期一中全会で政治局候補委員に再選され、改革開放初期における高級女性官僚の1人となった。同年に国務委員が増設されると、同職に任命される。1985年からは中国人民銀行行長を兼任し、中共中央財政領導小組のメンバーとなった。
1988年4月、国務院の任期を満了したため引退し、第7期全国人民代表大会常務委員会副委員長に選出される。同時に第6期中華全国婦女聯合会主席を兼任。1993年3月の第8期全人代第1回会議で全人代副委員長に、9月に第7期全国婦聯主席にそれぞれ再任。1998年に政界を引退した。
2011年5月12日、北京で病死。